# Gevalia
Gevalia er et varemærke for kaffeprodukter, der ejes af Jacobs Douwe Egberts (JDE) i Holland.
Navnet er latin for den svenske by Gävle, hvor kafferisteriet ligger.
Gevalia blev lanceret i 1920 i Sverige af Victor Th. Engwall & Co. Efter 120 år som familievirksomhed solgtes Victor Th Engwall & Co KB i 1971 til det daværende General Foods, nu Kraft Foods.
JDE Professional er et resultat af fusionen mellem Merrild Professional (DE Master Blenders 1753) og Gevalia Professional (Mondelez kaffe).
Gevalia producerer 40.000 tons kaffe hvert år. Det meste sælges i Sverige, Danmark og det øvrige Baltiske område, men en del eksporteres til Amerika.
Gevalia kom på det amerikanske marked som postordrefirma i 1980'erne. I Amerika er Gevalia mest kendt for tilbud om en gratis kaffeautomat mod at man betalte for transporten på de tilhørende varer. Dette koncept er velkendt for både kaffe, kildevand og sodavand i Danmark, men var nyt i 1980'ernes USA. Gevalia optrådte med denne kampagne mange steder, både i blade, tv-reklamer, internet-bannere og direkte post.
I Europa sælges Gevalia som et "mainstream"-supermarkedsmærke, mens det i USA er et dyrt højkvalitetsprodukt i supermarkederne.
Gevalia (Kraft Foods Sverige) sponsorerer ishockeyklubben Brynäs IF i Sverige.